# Coelorinchus caelorhincus
Coelorinchus caelorhincus es una especie de pez de la familia Macrouridae en el orden de los Gadiformes.

## Morfología
• Los machos pueden llegar alcanzar los 48 cm de longitud total.

## Alimentación
Se nutre de organismos  bentónicos: poliquetos, cefalópodos, gasterópodos y crustáceos (copépodos, isópodos, Cumacea y peces hueso.

## Depredadores
Es depredado por galeus melastomus y Merluccius albidus 

## Hábitat
Es un pez de aguas profundas que vive entre 90-1250 m de profundidad.

## Distribución geográfica
Se encuentra en el  Atlántico estadounidense oriental, el Mar Mediterráneo Canadá.